# Georg Kenzian
Nadporučík Georg Kenzian von Kenzianshausen (1894 Linz, Rakousko-Uhersko – 1953 Vídeň, Rakousko) byl rakousko-uherský válečný pilot, který získal během první světové války 9 potvrzených sestřelů.

## Před válkou
Georg Kenzian von Kenzianshausen se narodil v Linzi v roce 1894. Byl synem armádního důstojníka a usiloval o to, aby následoval kariéru svého otce. V roce 1913 se Kenzian připojil k technickému praporu číslo 2 Rakousko-Uherské armády. Než vypukla válka tak se stal důstojníkem. Za války byl nasazen do boje proti ruské armádě. Dne 18. 12. 1914 byl zraněn. V září roku 1915 byl povýšen do hodnosti nadporučíka. Krátce nato se dobrovolně přihlásil do rakousko-uherského letectva Luftfahrtruppen.

## První světová válka
Počátkem února se 1916 Kenzian zaškoloval na leteckého pozorovatele a v dubnu byl poslán k Fliegerkompanie (letce) 24 na letiště Pergine Valsugana na frontě v jižním Tyrolsku. 16. 6. 1916 dosáhl svého prvního vítězství nad letadlem typu Farman. Dne 27. 7. 1917 dosáhl dalšího sestřelu Farmanu, ale byl spolu se svým pilotem leteckým esem Josefem Kissem sestřelen (19 vítězství). Tři měsíce se následně léčil.
Uprostřed února 1917 nastoupil Kenzian do letecké školy ve Vídeňském Novém Městě, a to jako student letectví a zároveň jako instruktor pozorovatelství. Do července se stal pilotem a 12. 7. 1917 získal rakouský pilotní certifikát číslo 721. V srpnu byl poslán k Fliegerkompanii 55J jako zastupující velitel pod velitelem Josefem von Mairem (7 vítězství). Zde Kenzian dosáhl dalších sedmi sestřelů: 29. 9. 1917 italský Nieuport; 18. 11. 1917 Nieuport; 27. 11. 1917 italský S.A.M.L.; 7. 12. 1917 S.A.M.L.; 12. 1. 1918 R.E.8; 26. 1. 1918 Sopwith a konečně 24. 3. 1918 Sopwith. Byl vyznamenán zlatou medailí pro důstojníky a vojenským záslužným křížem třetího stupně. Jednotka byla tehdy umístěna na letištích Haidenschaft a Pergine. Později se Kenzian stal velitelem Fliegerkompanie 68J a získal stříbrnou záslužnou mediali s meči. V říjnu 1918 byl převelen jako velitel Fliegerkompanie 42J v Pinzanu.

## Po válce
Po skončení války Kenzian bojoval proti Slovincům v Korutanech, kdy sloužil u leteckých sil Německého Rakouska až do konce konfliktu v červnu 1919. Opět létal, shazoval letáky, pozoroval pohyb nepřátel, shazoval bomby a stíhal nepřátelské letouny. Kenzian zemřel roku 1953 na infarkt ve Vídni.